# Sierra Leone
Sierra Leone (uitspraak: [ˌʃɛraleˈjonə]), officieel de Republiek Sierra Leone (Engels: Republic of Sierra Leone), is een land in West-Afrika. Het grenst aan Guinee en Liberia en heeft een kustlijn aan de Atlantische Oceaan. De hoofdstad is Freetown.

## Geschiedenis
Na de aankomst van de Portugezen in 1461 (Sierra Leone is afgeleid van Serra Leão; Portugees voor Leeuwengebergte), was het land voor de Europeanen vooral interessant als bron van slaven. Vanaf Bunce Island alleen al werden tussen 1670 en 1807 duizenden slaven verscheept naar Amerika en West-Indië.
In 1787 werd een nederzetting gebouwd door bevrijde slaven uit Londen op het schiereiland (nu Western Area) dat zij The Province of Freedom noemden. De huidige hoofdstad Freetown werd in 1792 gesticht door vrijgelaten Afro-Amerikaanse slaven. Later kwamen daar Marrons uit Jamaica bij, enkele compagnieën soldaten uit Brits-West-Indië en bevrijde Afrikanen. Vanaf 1808 patrouilleerden de Engelsen langs de kust van West-Afrika en onderschepten zo illegale slavenhalers. De bevrijde slaven werden in Freetown aan land gelaten. Na verloop van tijd vormden deze verschillende groepen kolonisten één bevolkingsgroep (de Creolen/Krio) met een eigen taal; het Krio.
In 1808 werden het schiereiland (The Western Area) en Bonthe (Sherbro) Island samen een Britse kroonkolonie, waarin de Creoolse elite een prominente rol zou gaan spelen in de handel, het onderwijs en missiewerk. Tevens diende Freetown als de hoofdstad van Brits-West-Afrika. De relatie tussen de kolonie en het achterland werd gekenmerkt door dominantie van de Creolen. De Britten en Creolen drongen steeds verder door en sloten verdragen met lokale chiefs om de handel veilig te stellen, onder voortdurende dreiging van concurrenten: de Fransen trachtten vanuit het Noorden hun invloedssfeer uit te breiden. In 1896 verklaarden de Engelsen daarom het achterland tot protectoraat.
Sierra Leone verkreeg zijn onafhankelijkheid op 27 april 1961. Het land was tot 19 april 1971 een monarchie binnen het Gemenebest van Naties met de Britse vorstin Elizabeth II als staatshoofd. In 1971 werd, met de aanname van een nieuwe grondwet, de monarchie afgeschaft en de Republiek Sierra Leone uitgeroepen.
Bij de onafhankelijkheid in 1961 waren er twee belangrijke politieke partijen, de Sierra Leone People's Party (SLPP) en de All People's Congress (APC). De machtsbasis van de SLPP lag in het zuiden en die van de APC in het noorden van Sierra Leone. De eerste president werd Milton Margai van de SLPP, maar hij overleed in 1964. Zijn broer, Albert Margai, nam zijn functie over, maar hij werd in de verkiezingen van 1967 verslagen door APC's Siaka Stevens. Een militaire coup, kort na zijn aantreden, deed het land in het daarop volgende decennium langzaam maar zeker afglijden naar wat uiteindelijk escaleerde in een gewapend conflict. Tussen 1991 en 2001 had het land te lijden onder een bloedige burgeroorlog waardoor de helft van het land gevechtsgebied werd en een derde van de bevolking moest vluchten. Aan het einde van het conflict was het land grotendeels verwoest en moest de bevolking per hoofd met 38 dollarcent per dag rondkomen.

### Burgeroorlog en wederopbouw
Vanaf 1991 voerde het Revolutionair Verenigd Front (Revolutionary United Front, RUF) strijd tegen de toenmalige regeringstroepen. Het RUF werd gesteund door Liberiaanse opstandelingen van het Liberiaanse National Patriotic Liberation Front (NPFL) en de latere Liberiaanse president Charles Taylor. Taylor werd op zijn beurt weer gesteund door Guinee en Nigeria. In 1992 verloor Sierra Leones president Joseph Saidu Momoh de macht in een militaire staatsgreep. Valentine Strasser werd de nieuwe leider van Sierra Leone, Strasser zocht de oplossing in het gevecht en vestigde een militair regime. Rond 1995 bereikte de burgeroorlog een hoogtepunt: de helft van het land was gevechtsgebied, de helft van de bevolking was op de vlucht. In 1996 pleegde Strassers rechterhand, generaal Julius Maada Bio, een staatsgreep en nam de macht over. Hij begon een democratiseringsproces en startte onderhandelingen met de opstandelingen. Onder druk van de internationale gemeenschap werden er verkiezingen gehouden, deze verkiezingen werden gewonnen door Ahmed Tejan Kabbah van de Sierra Leone People's Party (SLPP). Kabbah kreeg echter niet het leger achter zich.

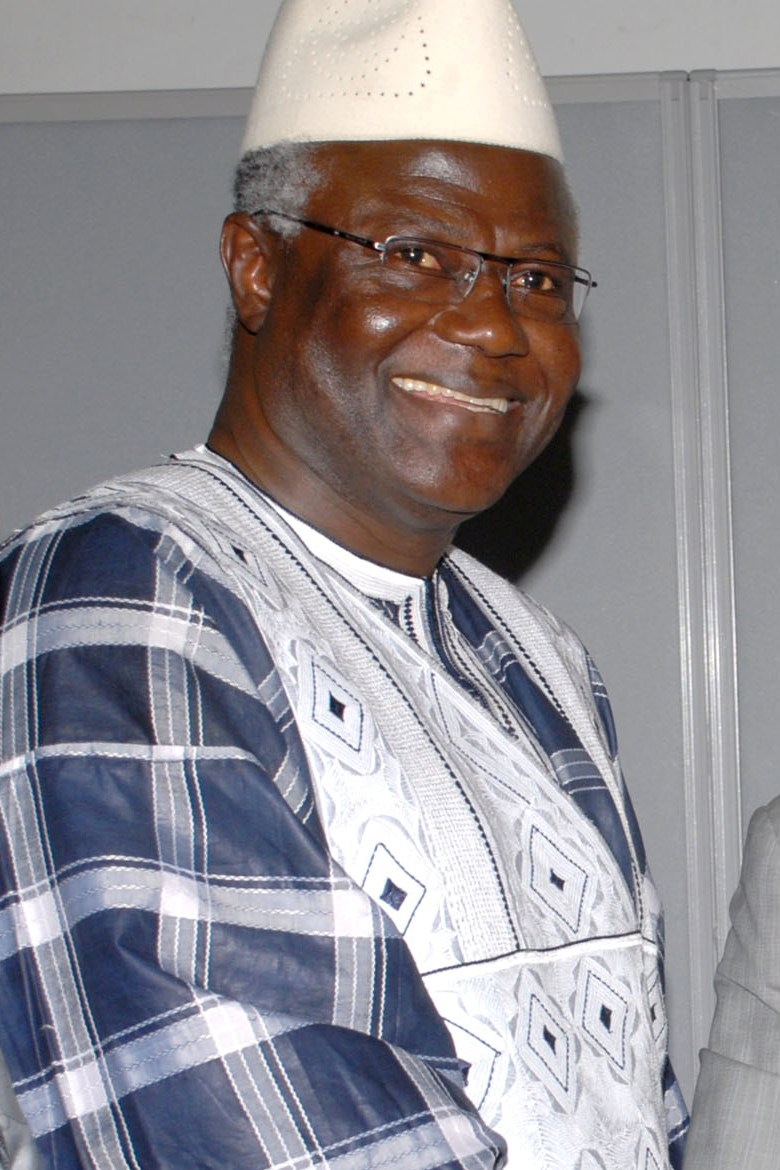
Ernest Bai Koroma, voormalig president van Sierra Leone.

In 1997 blies een groep soldaten de poorten van de Pademba Road Prison in Freetown open, en ze bevrijdden meer dan 600 gevangenen (vooral soldaten) waaronder voormalig majoor Johnny Paul Koroma. Koroma nam met zijn soldaten de macht over, de regering Kabbah ging in ballingschap in buurland Guinee. Koroma vestigde een militair regime onder de naam Armed Forces Revolutionary Council (AFRC). Het RUF en AFRC werkten samen; gezamenlijk voerden ze een schrikbewind over Sierra Leone. In 1998 werden het RUF en AFRC verjaagd door de Civil Defense Forces van Kabbah samen met internationale troepen. De Kabbah-regering werd weer geïnstalleerd en er werden pogingen ondernomen tot vredesonderhandelingen. In januari 1999 viel het People's Army van de AFRC-RUF de hoofdstad Freetown binnen en voerden de actie 'No Living Thing' uit, deze terreurcampagne breidde zich snel uit over het hele land en was het dieptepunt van de burgeroorlog. Tijdens deze terreurcampagne vielen meer doden dan in de acht jaar burgeroorlog die eraan voorafging. In hetzelfde jaar werd een vredesverdrag gesloten en werden VN-troepen in het land gestationeerd. Medio 2000 escaleerde de zaken en Britse troepen kwamen het land in om de orde te herstellen. Twee jaar later - in januari 2002 - legde het RUF definitief de wapens neer.
In hetzelfde jaar werden verkiezingen gehouden en SLPP's Ahmad Tejan Kabbah werd president. Vanaf 17 september 2007 nam Ernest Bai Koroma van het APC na verkiezingen zijn functie over. In het algemeen werken beide partijen goed samen naar nationale stabiliteit en economische vooruitgang.
Vanaf 2002 werkt Sierra Leone aan de wederopbouw van het land. Er is in het land een Speciaal Hof voor Sierra Leone opgericht vanwege de oorlogsmisdaden begaan tijdens de burgeroorlog. Onder de aangeklaagden bevindt zich de voormalige Liberiaanse president Charles Taylor. Ook is er een "waarheids- en verzoeningscommissie" ingesteld die als belangrijkste taak heeft om de oorlogsmisdaden te documenteren.
In Den Haag bevindt zich het Residual Special Court for Sierra Leone dat is belast met de afhandeling van de vervolging en veroordeling van verdachten van oorlogsmisdrijven en mensenrechtenschendingen gepleegd in Sierra Leone die voorheen geschiedde door het in 2013 opgeheven Special Court for Sierra Leone.

## Politiek

### Systeem
Sierra Leone is een presidentiële republiek. Het eenkamerparlement (Parlement van Sierra Leone) met 146 zetels wordt elke vijf jaar gekozen. De president is zowel regeringsleider als staatshoofd, en Sierra Leone maakt deel uit van het Gemenebest van Naties.
De regeringsleider en president is sinds 2018 Julius Maada Bio (SLPP), als opvolger van Ernest Bai Koroma (APC) die de functie ruim tien jaar bekleedde.

### Bestuurlijke indeling
Sierra Leone is ingedeeld in vier provincies (North West, Northern, Eastern en Southern Province) en één buiten-provinciaal gebied waarin de hoofdstad Freetown ligt (Western Area). Deze vijf subnationale entiteiten zijn op hun beurt ingedeeld in veertien districten. Op lokaal niveau bestaan gemeenten (municipality) en hoofdmanschappen (chiefdom).
|  |  |

## Geografie

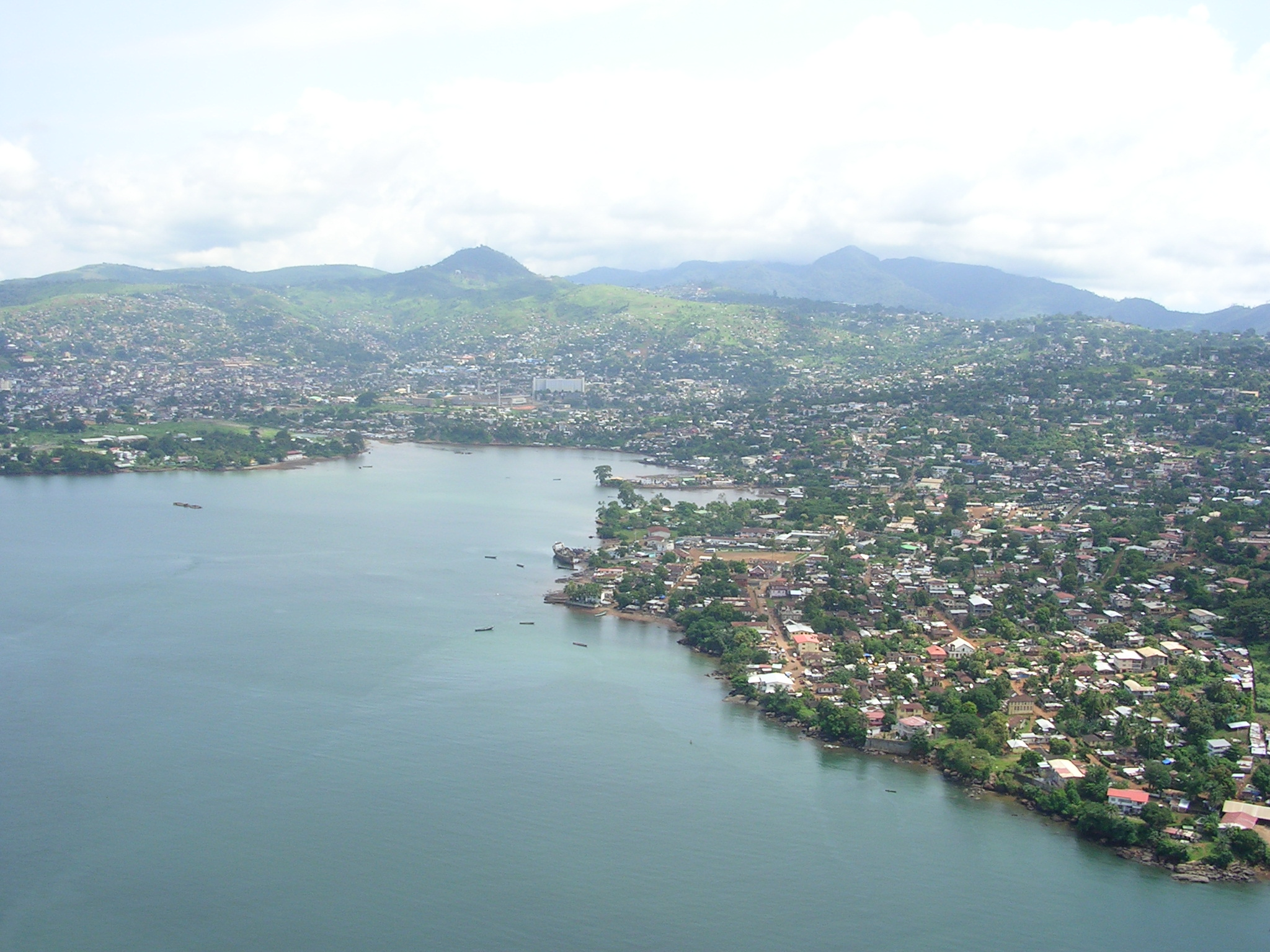
De hoofdstad Freetown gelegen aan de kust

Sierra Leone is gelegen aan de westkust van Afrika. Het grenst aan Guinee in het noorden en het noordoosten, aan Liberia in het zuiden en zuidoosten en in het westen aan de Atlantische Oceaan. De kustlijn is ongeveer 550 kilometer lang.
Sierra Leone heeft een totale oppervlakte van 71.740 km², waarvan ongeveer 0,2% met water is bedekt. Het kent vier te onderscheiden geografische regio's. In het oosten van het land ligt een hoogvlakte met bergen; Mount Bintumani is de hoogste berg van het land en is 1.948 meter hoog. Het midden van het land is een laagvlakte met bossen en grond geschikt voor de landbouw. Het zuiden kent regenwouden en ook landbouwgronden. Aan de kust liggen mangroven en moerassen. De hoofdstad Freetown ligt op een schiereiland naast de baai die een grote natuurlijke haven vormt.
Het land heeft een tropisch klimaat met een nat seizoen tussen mei en november, en een droog seizoen van december tot mei. De gemiddelde jaartemperatuur ligt op zo'n 26 °C.
Grote plaatsen in Sierra Leone zijn:
- Bo 175.000 inwoners in 2015
- Bonthe
- Freetown 1.055.000 inwoners, 2015
- Kabala
- Kailahun
- Kambia
- Kenema (200.000 inwoners in 2015)
- Koidu
- Magburaka
- Makeni (125.000 inwoners in 2015)[6]
- Moyamba
- Port Loko
- Pujehun
- Sulima

De urbanisatiegraad betrof in 2019 42,5%.

## Bevolking

### Demografie
Sierra Leone telt een bevolking van ongeveer 6,7 miljoen personen (2017). Dit impliceert grofweg een verdrievoudiging ten opzichte van 1960 toen het land nog 2,2 miljoen inwoners telde. Een groot deel van hen is de afgelopen jaren naar de steden getrokken; in 1960 woonde 17,4% van de totale bevolking in de stedelijke gebieden, in 2017 was dit percentage 73,5%.
| x 1000               | 1960  | 1970  | 1980  | 1990  | 2000  | 2010  |
| -------------------- | ----- | ----- | ----- | ----- | ----- | ----- |
| Stedelijke bevolking | 392   | 624   | 949   | 1 343 | 1 501 | 2 099 |
| Totale bevolking     | 2 254 | 2 668 | 3 261 | 4 083 | 4 228 | 5 560 |
| Urbanisatie (in %)   | 17,4  | 23,4  | 29,1  | 32,9  | 35,5  | 37,8  |

Sierra Leone is een van de armste landen in de wereld. Volgens de Index van de menselijke ontwikkeling of de Human Development Index (HDI) van de Verenigde Naties stond het in 2010 op de 158e plaats van de 189 (in 2018 op de 181e plaats). Deze index meet voornamelijk armoede, analfabetisme, onderwijs en levensverwachting in een bepaald land. De armoede is vooral op het platteland te vinden: zo'n 78% van de bevolking leeft daar onder de armoedegrens terwijl voor de steden dit 27% is.
Hieronder nog enkele gegevens met betrekking tot de bevolking:
- Levensverwachting mannen (bij geboorte): 57,5 jaar (schatting 2021)
- Levensverwachting vrouwen (bij geboorte): 60,7 jaar (schatting 2021)
- Bevolkingsgroei: 2,41% (schatting 2023)
- Geboortecijfer: 31,5/1000 (schatting 2023)
- Sterftecijfer: 9,1/1000 (schatting 2023)
- Zuigelingensterfte: 72,3/1000 (schatting 2023)
- gemiddeld krijgt een vrouw 3,71 kinderen (schatting 2023)
- netto migratieratio: +1,7/1000 (schatting 2023) (meer mensen arriveren dan vertrekken)
- Analfabetisme: totaal 51,4%, mannen 45,7%, vrouwen 58,7% (schatting 2022)

### Bevolkingsgroepen
Sierra Leone kent circa vijftien van oorsprong Afrikaanse bevolkingsgroepen, waarvan de Mende (30%) en de Temne (30%) de grootste zijn. Daarnaast tellen de Fullah of Fulani (13%), en de Krio, Creolen die afstammen van bevrijde slaven, 10%. Ook zijn er een aantal minderheidsgroepen zoals Libanezen, Indiërs, Europeanen, Chinezen, Pakistanen en vluchtelingen uit naburige landen, waaronder uit Liberia als gevolg van de laatste burgeroorlog. Deze minderheden bewonen vooral Freetown en omgeving.

### Religie
Volgens cijfers hangt circa 77% van de bevolking de soennitische islam aan en 23% het christendom. Daarnaast wordt het animisme en voorouderverering door vrijwel iedere Sierra Leoner in meer of mindere mate aangehangen, ongeacht tot welke religieuze beweging iemand behoort. Gemengde huwelijken tussen christenen en moslims zijn gangbaar.
De oorspronkelijke bewoners zijn overwegend islamitisch; de noordelijke stammen neigen vooral naar de islam, de zuidelijke daarentegen, neigen meer naar het christendom. De Creolen zijn vrijwel allemaal christelijk. Alle bevolkingsgroepen kennen daarnaast het animisme. Centraal daarin staan de geheime genootschappen (secret societies of hunting societies). De autochtone stammen kennen de Poro voor mannen en Sande of Bundu voor vrouwen. De Creolen kennen de Odelay en Ojeh meegebracht door Yoruba slaven.

### Homoseksualiteit en transgender-rechten
Homoseksualiteit is in Sierra Leone strafbaar. De wet verbiedt seksuele handelingen tussen mannen, met levenslange gevangenisstraf met dwangarbeid als mogelijke sanctie. In de praktijk past men de wet echter niet toe. Seksuele handelingen tussen vrouwen zijn niet verboden. In het dagelijkse leven hebben homoseksuelen, biseksuelen en transgenders het bijzonder moeilijk: zij worden veelvuldig lastiggevallen en hebben te maken met discriminatie en geweld. De weerstand is voornamelijk gestoeld op religieuze gronden. In 2004 werd de lesbische mensenrechtenactiviste FannyAnn Eddy vermoord.

### Talen
- Engels is de officiële taal, desalniettemin spreekt maar een klein percentage van de bevolking Engels.
- Het Krio (Creools-Engels) fungeert als lingua franca; zowel tussen autochtone bewoners onderling, als tussen autochtonen, Creolen en andere minderheden zoals Libanezen, Indiërs en Chinezen. Zeker 95% van de totale bevolking spreekt Krio.
- Daarnaast hebben mensen in de regio's buiten de hoofdstad vaak kennis van het Temne in het noordwesten en Mende in het zuidoosten van het land.
- Naast Krio, Temne en Mende kent Sierra Leone nog andere bevolkingsgroepen met eigen talen; het Limba, Bom, Gula, Bullom, Kisi, Kono, Krim, Koranko, Mandingo, Sherbro, Soso, Loko, Vai, Fula (taal) en Yalunka.

## Muziek
Sierra Leone kent vele muziekgenres zoals Palm-wine, Gumbe, Afropop/Afro Highlife en traditionele muziek zoals Bubu-music. Momenteel is een fusie tussen Afrikaanse en West-Indische genres en hiphop en r&b erg in trek onder de jongere generatie. De nieuwe generatie artiesten laat zich inspireren door r&b, hiphop, zouk, dancehall en n'dombolo en zingt hoofdzakelijk in het Krio.

## Beeldende kunst
Historisch gezien bestaat de Sierra Leoonse beeldende kunst uit handwerk. Voor verschillende dansen worden vaak houten maskers met mens- of dierfiguren gemaakt. Een typisch Sierra Leoons ornament is een langwerpig masker met een sierlijk hoog kapsel en verschillende kettingen. De National Dance Troupe, opgericht in 1963 door John Akar, laat verschillende van deze maskers en dansen zien.
Sculpturen gemaakt van ivoor zijn populair, vooral onder Sherbra's en Temns van de kust en het noorden. Andere bekende Sierra Leoonse sculpturen zijn speksteenfiguren die nomoli worden genoemd. Ze worden nu gebruikt bij rituelen om een goede oogst te vragen, maar in het verleden werden ze waarschijnlijk gebruikt bij de aanbidding van de doden en vruchtbaarheidsriten.
De Mendes en Konos van Zuid- en Oost-Sierra Leone weven katoenen kledingstukken in blauw, bruin en wit. Handgemaakte kleding is een belangrijk symbool van rijkdom en wordt gedragen bij verschillende ceremonies en rituelen. De noordelijke Temnes, aan de andere kant, hebben kleurrijke kleding gemaakt.

## Economie
Aan het einde van de jaren 40 van de twintigste eeuw was landbouw de belangrijkste economische activiteit. De landbouw was geheel in handen van de inheemse bevolking. Cultures voor de export kwam nauwelijks voor. De belangrijkste landbouwproducten waren rijst, cassave, palmpitten, koffie en cacao. De mijnbouw, veelal in handen van westerlingen, was van grote betekenis. In 1949 bestond ruim 40% van de totale export uit ijzererts, diamant, chroomerts en goud. Er was 600 kilometer spoorweg, de belangrijkste lijn liep van de hoofdstad Freetown naar Pendemboe tegen de grens met Liberia. Freetown was de belangrijkste haven. Tijdens de burgeroorlog heeft het land grote economische schade geleden. De infrastructuur werd vernietigd, mijnen werden gesloten en fabrieken voor de verwerking van landbouwproducten zwaar beschadigd. In 1995 waren slechts 80 van de circa 500 gezondheidscentra nog open en 70% van de scholen waren gesloten. De economie liet al voor de burgeroorlog een geleidelijke daling zien, maar dit werd door de oorlog versneld; de landbouwproductie daalde sterk en ook de officiële export viel stil.
Na het sluiten van de vrede trad een sterk herstel op. In 2002 groeide de economie met 27%, met 9% in 2003 en gemiddeld meer dan 7% per jaar in de periode van 2004 tot 2007. Opgemerkt moet worden dat dit op een extreem lage basis is behaald. In 2008 lag het bruto nationaal product (BNP) per hoofd van de bevolking op zo'n $ 700 terwijl dit voor de burgeroorlog rond de $ 750 lag. Deze bedragen zijn uitgedrukt op basis van de waarde van het geld in het jaar 2000. Het land heeft op grote schaal buitenlandse hulp ontvangen; in 2001 was dit gelijk aan 40% van het BNP. Door de groei van de economie en het herstel van overheidsorganisaties, waaronder de belastingdienst, is de buitenlandse hulp geleidelijk gedaald naar zo'n 10% van het BNP in 2010.

### Landbouw
Voor de landbouw heeft Sierra Leone een goed klimaat; er valt tussen de 3.500 en 4.000 mm water gedurende het zes maanden durende natte seizoen. Ongeveer 75% van het land is geschikt voor landbouw. Het herstel van de landbouw na de burgeroorlog was een belangrijke drijfveer voor de algemeen economische verbetering. In 2008 was de hele agrarische sector verantwoordelijk voor bijna de helft van het BNP en ruim 60% van de bevolking was hierin werkzaam. De akkerbouw is dominant en wordt gevolgd door de visserij. Veeteelt en bosbouw zijn de kleinste agrarische activiteiten. Landbouwproducten die op grote schaal worden verbouwd zijn rijst, cassave en zoete aardappel. Vis is een belangrijker onderdeel van de maaltijd in Sierra Leone dan vlees.

### Mijnbouw
De mijnbouw is slechts een bescheiden economische activiteit, maar levert een belangrijke bijdrage aan de exportopbrengsten. De export van diamant domineert in de uitvoerstatistieken. Sierra Leone importeert overigens veel meer dan het uitvoert, maar hierin kwam in 2012 verbetering. In augustus 2010 heeft de regering een mijnvergunning gegeven aan African Minerals; deze Britse maatschappij gaat een ijzerertsmijn exploiteren in het centrum van het land bij Tonkolili. De hoeveelheid erts ter plaatse is voldoende om de mijn 60 jaar open te houden. De mijn wordt in drie fasen ontwikkeld gespreid over diverse decennia; de eerste fase betreft een investering van circa $ 1,4 miljard, overeenkomstig met 63% van het BNP in 2011, en zal leiden tot een export van 12 miljoen ton erts per jaar. Per eind 2011 is de productie gestart. African Minerals heeft de mijn aangelegd, maar ook een 200 kilometer lange spoorlijn voor het transport naar de exporthaven bij Pepel. In fase twee en drie wordt de productiecapaciteit van de mijn verhoogd, de spoorlijn verlengd en een tweede exportterminal bij Tangrin gebouwd met een capaciteit van 55 miljoen ton erts per jaar. De eerste fase heeft al een significant positief effect op de economie van Sierra Leone, op de overheidsinkomsten en de exportopbrengsten.

### Gegevens
De nationale munteenheid is de leone (SLL); in 2009 lag de gemiddeld wisselkoers op 3.410 Leone voor één Amerikaanse dollar ($).
In de onderstaande figuur een overzicht van de belangrijkste economische gegevens sinds 2001:
| omschrijving                      | 2001  | 2002  | 2003  | 2004  | 2005  | 2006  | 2007  | 2008  | 2009  |
| --------------------------------- | ----- | ----- | ----- | ----- | ----- | ----- | ----- | ----- | ----- |
| Reële groei BNP                   | 18,2% | 18,8% | 21,6% | 9,6%  | 7,5%  | 7,4%  | 6,4%  | 4,8%  | 5,0%  |
| Inflatie                          | 3,4%  | -3,7% | 8,2%  | 14,2% | 12,1% | 9,5%  | 11,7% | 12,8% | 9,2%  |
| BNP, tegen marktpijzen (in $ mln) | 806   | 1 317 | 1 434 | 1 430 | 1 487 | 1 630 | 1 939 | 1 969 | 2 162 |
| Invoer (in % BNP)                 | 20,7% | 19,3% | 21,9% | 18,1% | 25,5% | 21,6% | 20,7% | 23,2% | 27,6% |
| Uitvoer (in % BNP)                | 3,9%  | 4,6%  | 7,7%  | 10,8% | 12,4% | 15,4% | 14,5% | 16,0% | 15,0% |

Door het Tonkolili mijnbouwproject staat het land voor een turbulente economische ontwikkeling. Volgens het IMF gaan de exportopbrengsten in 2012 verviervoudigen ten opzichte van het jaar ervoor. De economische groei in dat jaar zal 51% gaan bedragen, maar exclusief het effect van de ertsexporten met circa 6%.
- Exportproducten: diamant, rutiel, cacao en ijzererts
- Handelspartners: VS, Verenigd Koninkrijk, Benelux

### Ontwikkeling en armoede
Bij de Index van de menselijke ontwikkeling werd Sierra Leone als minst ontwikkelde land geclassificeerd. Daarnaast leeft volgens het Ontwikkelingsprogramma van de Verenigde Naties 70,2% van de bevolking onder de armoedegrens.

## Toerisme
Sierra Leone wordt wel het land met de mooiste stranden van Afrika genoemd. De Atlantische kust van Sierra Leone kent lange witte, ongerepte zandstranden. Langs de kust van Freetown liggen talloze hotels, eetgelegenheden en uitgaansgelegenheden. Ook zijn er tal van interessante historische trekpleisters zoals de oude Creoolse dorpen op het schiereiland (The Western Area), een slavenfort op Bunce Island, de Banana en Turtle eilanden, het Bintimani gebergte, mangrovebossen en de Charlotte Falls watervallen. Sierra Leone kent verder tal van wildreservaten zoals:
- Tacugama Chimpanzee Sanctuary; een opvangpark voor Chimpansees.
- Tiwai Island Wildlife Sanctuary; waar meer dan 135 verschillende vogelsoorten zijn te spotten.
- Outamba-Kilimi National Park
- Mamunta Mayosso Wildlife Sanctuary

Verder zijn er tal van toeristische trekpleisters in Freetown.